# Homo homini lupus (album)
Homo homini lupus è il secondo album del gruppo di rock progressivo italiano Locanda delle Fate.

## Il disco
Homo homini lupus, secondo album della Locanda delle Fate, fu realizzato oltre vent'anni dopo il precedente Forse le lucciole non si amano più. Fra la fine degli anni ottanta e l'inizio degli anni novanta, infatti, il riemergere dell'interesse per il rock progressivo classico degli anni settanta aveva coinvolto anche La Locanda. Con una formazione ridotta (in particolare lacunosa del cantante storico), il gruppo astigiano diede vita a un nuovo lavoro che, sebbene generalmente giudicato inferiore al precedente, ha anche ricevuto molti consensi da parte del pubblico del progressive sia italiano che estero.

## Tracce
1. Homo homini lupus – 5:08
2. Il lato sporco di noi – 5:10
3. Giro tondo – 4:20
4. Bandando – 1:10
5. Plovi barko – 3:46
6. Stanotte Dio cosa fa? – 5:47
7. La fine – 5:21
8. Certe cose – 6:02
9. Ojkitawe – 5:10
10. I giardini di Hiroshima – 5:06
11. Fumo – 8:22

## Formazione
- Giorgio Gardino - batteria e percussioni
- Luciano Boero - basso, freetless e cori
- Ezio Vevey - chitarre, mandolino e voce
- Alberto Gaviglio - chitarre, flauto, voce
- Michele Conta - pianoforte (in "Ojkitawe")
- Oscar Mazzoglio - tastiere, fisarmonica e cori